# Шульце, Фридрих Август
Фридрих Август Шульце (нем. Friedrich August Schulze; 1 июня 1770 — 4 сентября 1849) — немецкий поэт и новеллист, известный под псевдонимом Фридрих Лаун. Из произведений Шульце особый успех имели повести, лёгкие комедии и стихотворения в наивно-комическом тоне. На английский его произведения переводил, в частности, Томас Де Квинси.

## Творчество
- Die grauen Brüder oder der Bund der Schrecklichen (1795)
- Meine Todsünden und einige andre von minderm Belange (1799)
- Das Geisterregiment (1799)
- Der Mann auf Freiers Füßen (1800)
- Der Mädchenhofmeister, oder das Buchzeichen (1800)
- Das Hochzeitgeschenk (1802)
- Rudolf van der Linden (1802)
- Reise-Scenen und Abentheuer zu Wasser und zu Lande (1804)
- Lustspiele (1807)
- Schloß Riesenstein (1807)
- Seifenblasen (1809)
- Die seltsame Ehe (1809)
- Die Fehdeburg (1810)
- Цикл «Gespensterbuch» (1811—1815) — совместно с Иоганном Апелем.
- Das Gespenst, Arnoldische Buchhandlung (1814) — совместно с Фридрихом Киндом и Густавом Шиллингом.
- Die Reise ins Schlaraffenland (1816)
- Des Fürsten Geliebte (1823)
- Gedichte (1824)
- Auswanderung, Schicksale und Heimkehr (1829)
- Memoiren (1837)
- Gesammelte Schriften (1843)